# 奇坦迪尼亚宫
奇坦迪尼亚宫（葡萄牙語：Palácio Quitandinha）是一个原豪华度假酒店，位于巴西里约热内卢州彼得罗波利斯。

## 历史
奇坦迪尼亚宫由意大利建筑师路易斯·福萨蒂设计，由巴西企业家华金·罗拉（Joaquim Rolla）于1941年至1946年间建造，是彼得罗波利斯最令人印象深刻的建筑古迹之一。其外观为诺曼-法国风格，内部融合了巴西巴洛克和装饰艺术风格，酒店面积为5万平方米。它有六层楼，底楼高达10米。酒店拥有440间客房和13间套房，由多萝西·德雷珀（Dorothy Draper）装饰。
多年来，这家酒店可能是该国第二著名的酒店，仅次于里约热内卢的科帕卡巴纳宫酒店（Copacabana Palace）, 距离佩特罗波利斯只有约65公里。酒店门前风景秀丽的人工湖，与巴西的形状相似，可在发生火灾时提供水源。

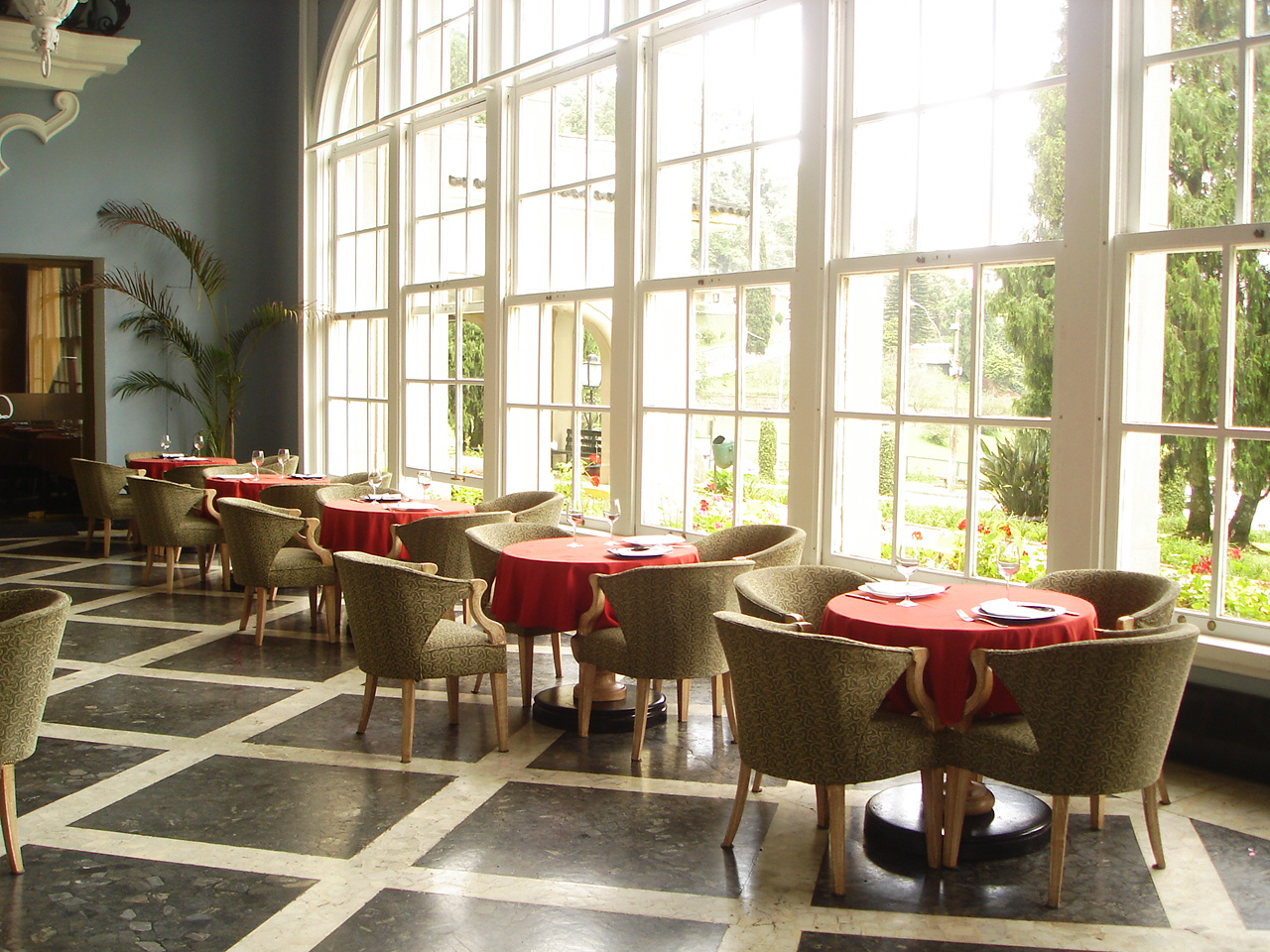
餐厅内部

开业时，它是“奇坦迪尼亚赌场酒店”，是拉美最大的赌场。1930年以来，巴西一直允许赌博。但在1946年5月30日，根据尤里科·加斯帕尔·杜特拉总统联邦政府的法令，在巴西取缔所有类型的赌博。结果，赌场仅仅在两年后就关闭了。
入住酒店的著名客人包括埃羅爾·弗林、奧森·威爾斯、拉娜·特纳、亨利·方达、莫里斯·舍瓦利耶、葛丽泰·嘉宝、卡門·米蘭達、華特·迪士尼、宾·克罗斯比，以及伊娃·裴隆、巴西总统热图利奥·瓦加斯和羅馬尼亞國王卡羅爾二世等政治人物。1947年，《美洲互惠援助条约》在奇坦迪尼亚宫签订，美国总统哈里·杜鲁门出席。
酒店最终于1962年关闭，客房于1963年作为私人住宅出售。酒店的宏伟立面和风景优美的周边环境，使其成为一个重要的旅游景点。巴西商业机构 Sesc在2007年开始接管，修复该建筑巨大的公共区域。

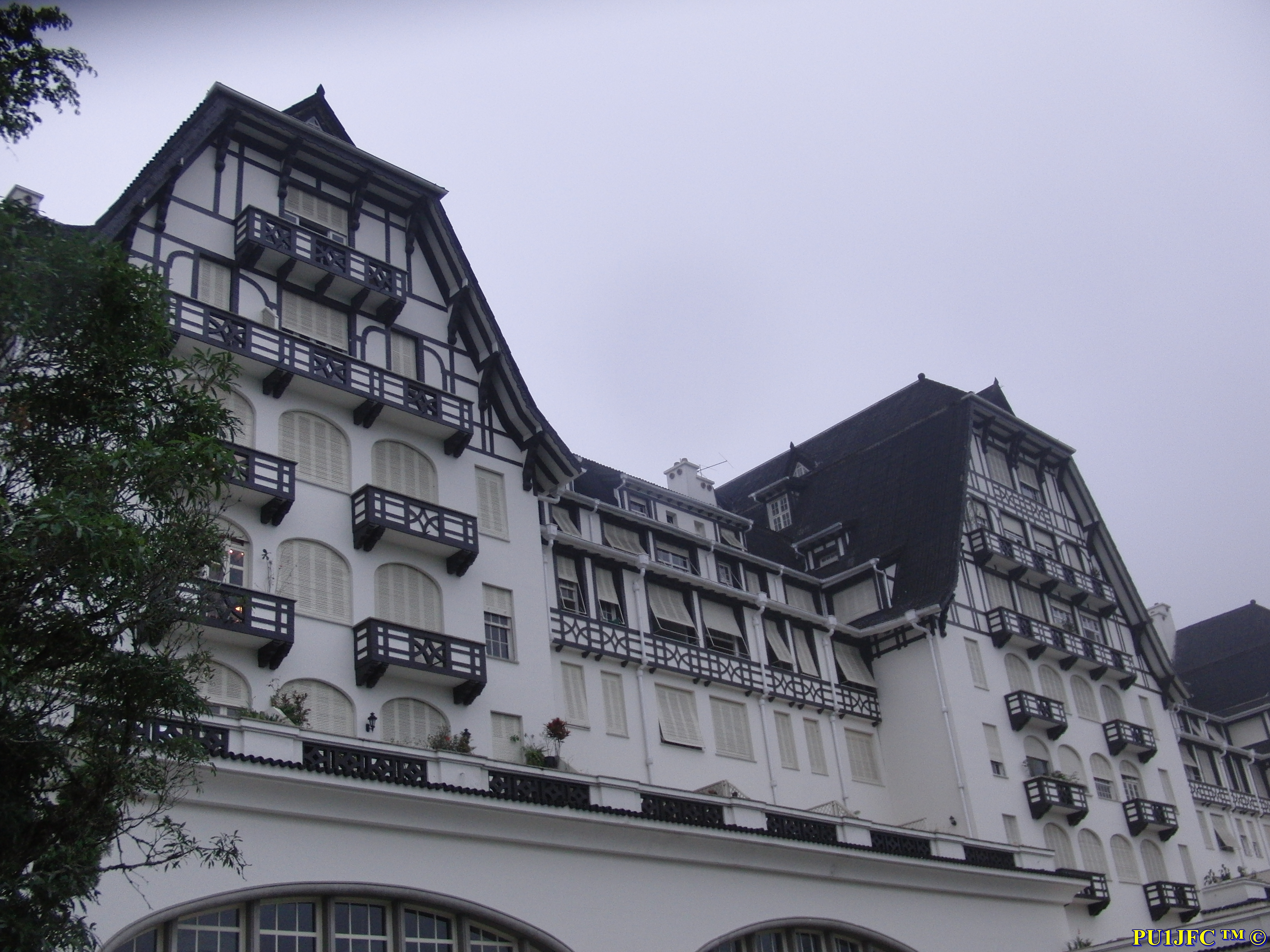
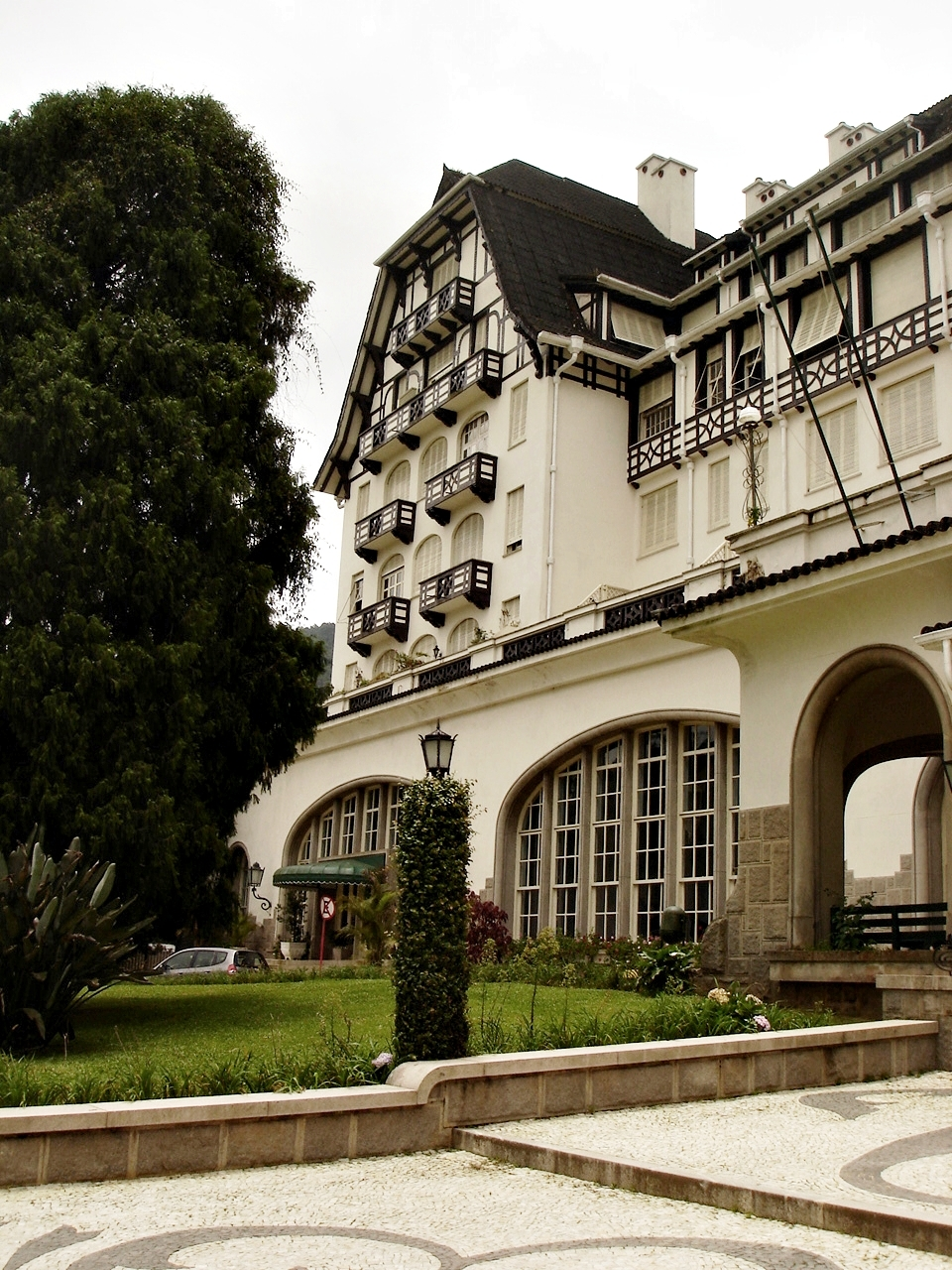
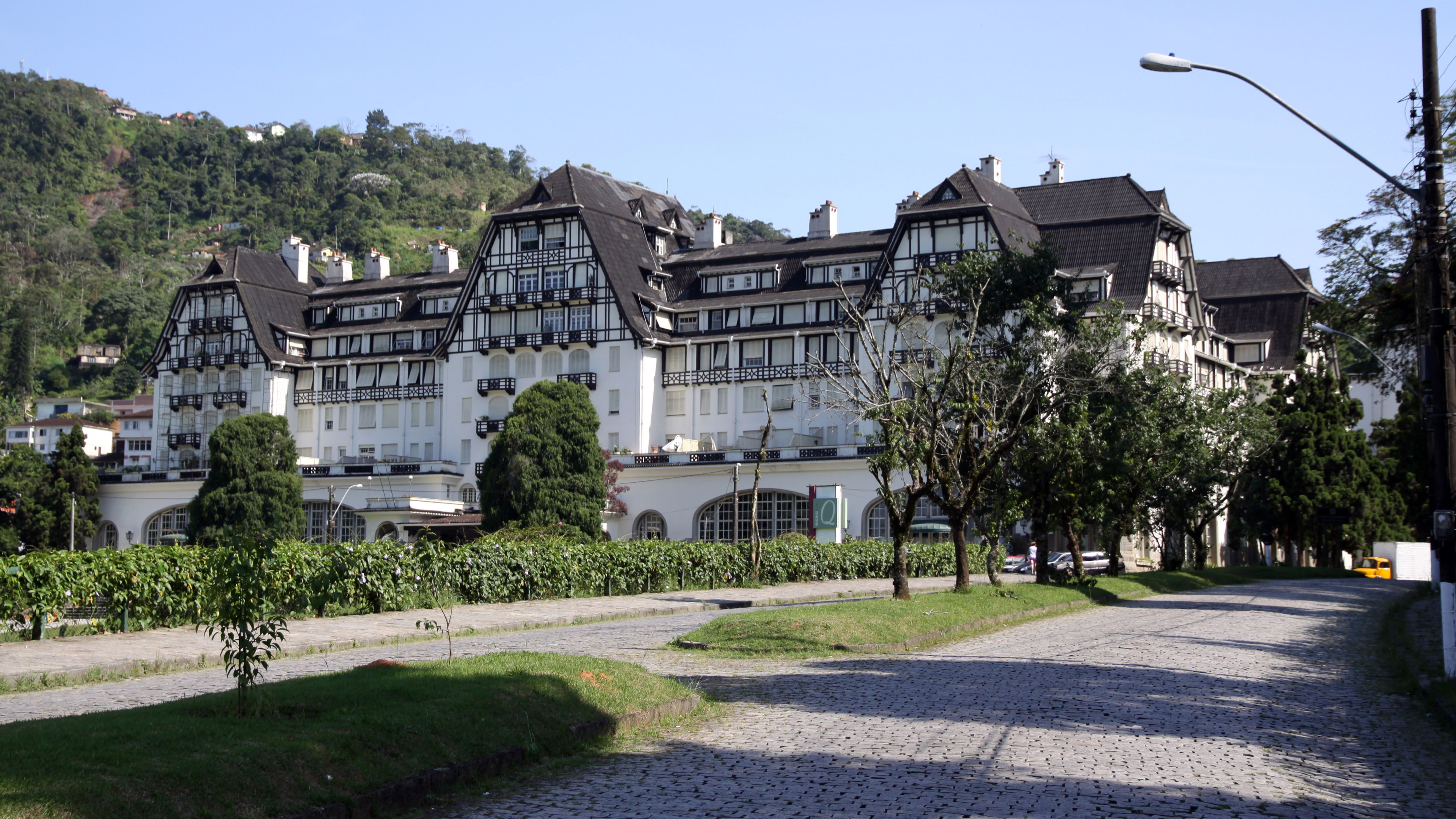
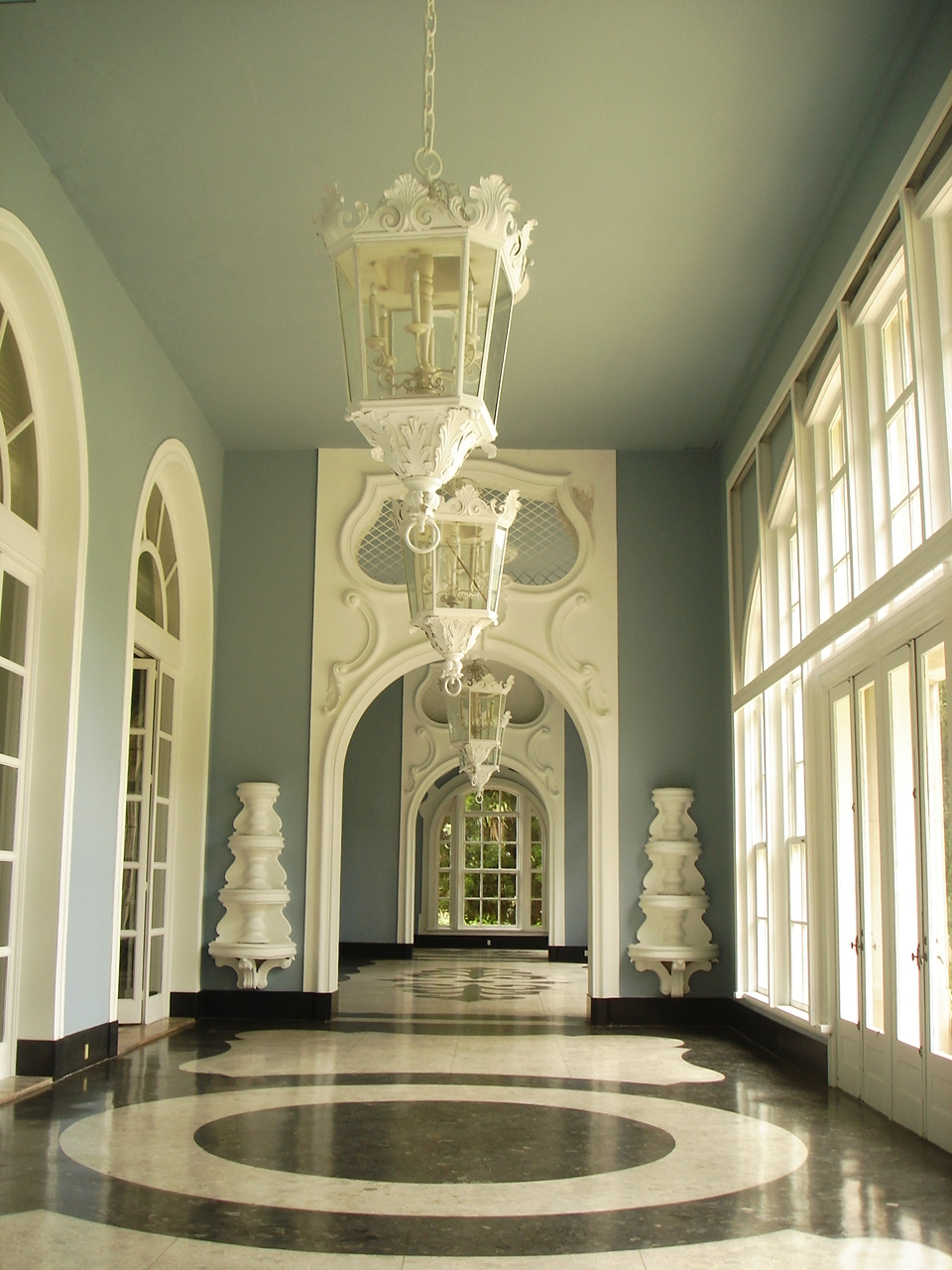
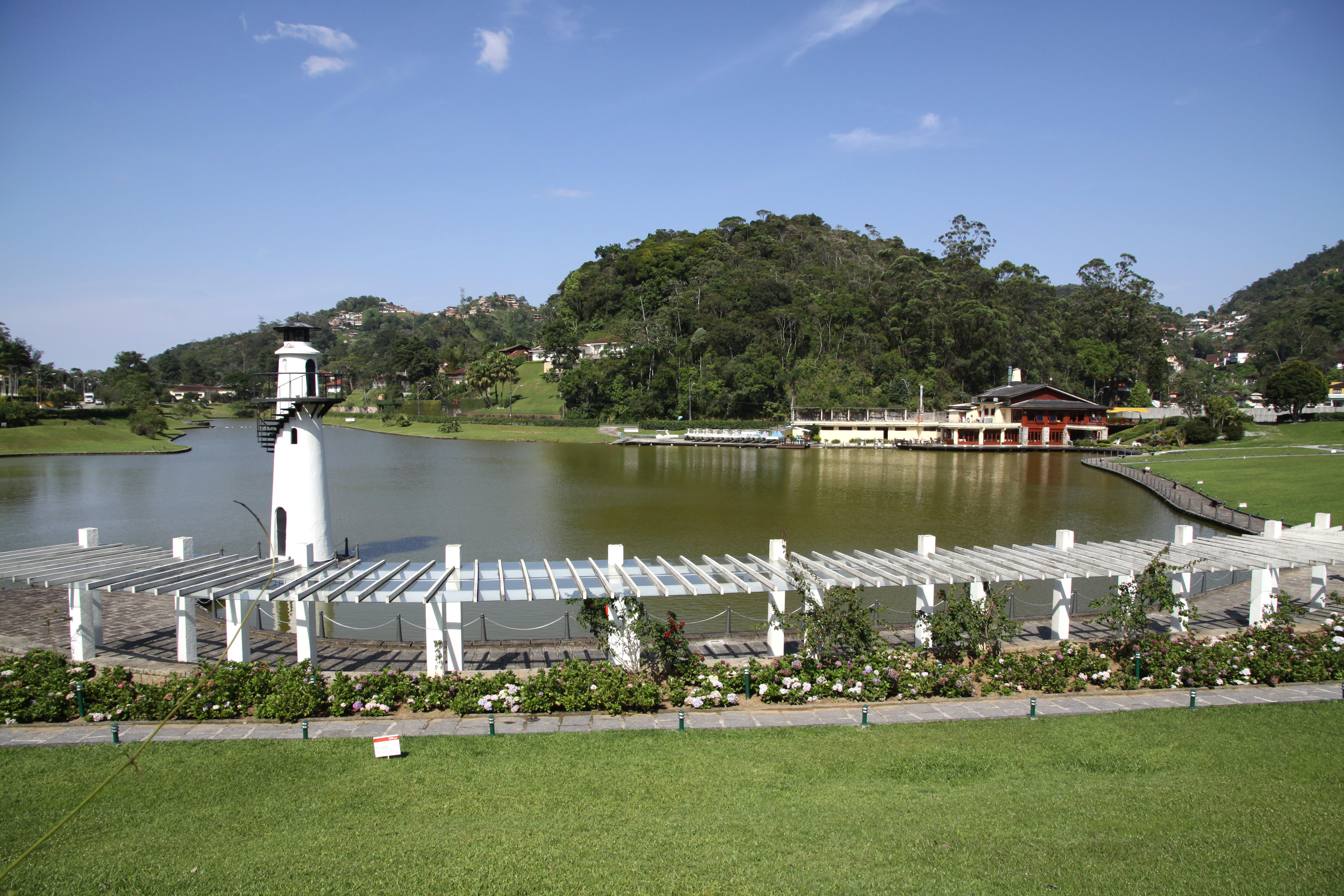
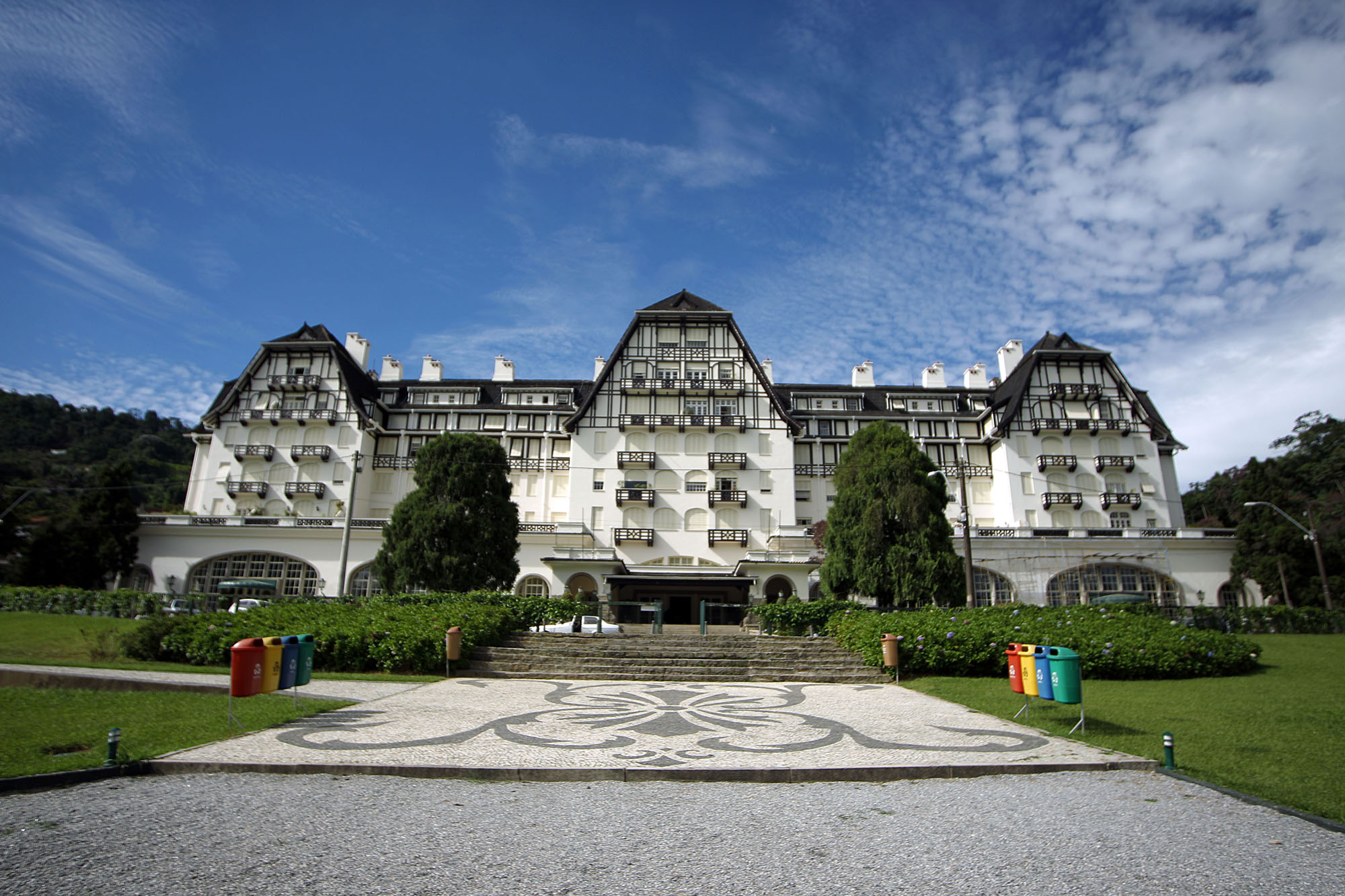